# Будівельник (Кривий Ріг)
Футбольний клуб «Будівельник» або просто «Будівельник»  — колишній український футбольний клуб з міста Кривий Ріг.

## Історія
Футбольний клуб «Будівельник» заснований у Кривому Розі в 30-х роках XX століття.
У 1937 році стартував у кубку СРСР. Наступного року також грав у вищевказаному турнірі. Після цього грав у чемпіонаті та кубку Дніпропетровської області.
У сезоні 1992/93 років стартував в аматорському чемпіонаті України, де посів 13-е місце у 6-й групі. Наступного сезону посів 14-е місце у 5-й групі аматорського чемпіонату. У сезоні 1994/95 став шостим у четвертій підгрупі.
У сезоні 1995/96 років став бронзовим призером у 5-й групі аматорського чемпіонату.
Потім клуб продовжив виступи в обласних змаганнях, допоки його не розформували.

## Досягнення
- Кубок СРСР
  - 1/32 фіналу (1): 1937

- Аматорський чемпіонат України, 5-а група
  -  Бронзовий призер (1): 1995/96

- Чемпіонат Дніпропетровської області
  -  Чемпіон (1): 1995
  -  Бронзовий призер (1): 1992

## Відомі гравці
- Бондар Олексій Вікторович
- Браїла Володимир Леонідович
- Таран Вадим Володимирович
- Усатий Олександр Анатолійович
- Устинов Юрій Степанович